# Степунята (Пермский край)
Степунята — упразднённая в 2023 году деревня Ильинского района Пермского края Российской Федерации. Входила на год упразднения в состав 
Ильинского городского округа.

## География
Урочище расположено в западной части округа на правом берегу реки Обва у дамбы и моста через неё на расстоянии менее 2 километров по прямой на северо-восток от деревни Посёр.

### Климат
Климат умеренно-континентальный с продолжительной холодной и снежной зимой и коротким летом. Средняя температура января −15,0 °С. Лето умеренно-теплое. Самый теплый месяц — июль. Средняя температура июля +17,7 °С. Продолжительность холодного периода составляет 5 месяцев, теплого 7 месяцев, а смена их происходит в октябре — осенью, весной в первой половине апреля. Число дней со снежным покровом по многолетним данным составляет от 171 до 176 дней. Годовая сумма осадков — 553 мм.

## История
До 2020 входила в состав Посёрского сельского поселения Ильинского района, после упразднения которых входит непосредственно в состав Ильинского городского округа. 
Упразднена в сентябре 2023 года.

## Население
Постоянное население отсутствовало как в 2002 году, так и в 2010 году.